# Historický archiv Senta
Historický archiv Senta (srbsky Историјски архив Сента, maďarsky Történelmi Levéltár Zenta) je kulturní instituce všeobecného významu, která se věnuje ochraně, uspořádání a archivování na území Severobanátského okruhu v Srbsku. Kromě toho má vlastní vydavatelskou činnost, organizuje různé přednášky a výstavy. Sídlí v uvedeném městě, a to na adrese Glavni trg 1. 

## Historie
Již v roce 1751, kdy byla Senta součástí Habsburské monarchie, nařídila císařovna Marie Terezie povinnost úřadům archivovat písemnosti. Vznikaly zde různé soukromé i státní archivy. Moderní instituce tohoto typu zde byla předvídána po druhé světové válce. Formálně byla ustanovena rozhodnutím vlády (výkonného výboru) AO Vojvodina dne 2. listopadu 1946. Příslušnost měl archiv kromě Senty i k bečejskému srezu. 

## Archiválie
V depozitáři historického archivu v Sentě se nachází 835 fondů, které zahrnují dokumenty z řady institucí i od soukromých osob. Celková délka všech materiálů by přesáhla 5 kilometrů. Mezi nejstaršími uchovanými písemnostmi jsou dokumenty uherské župy Bács-Bodrog z roku 1723 a dále Magistrátu potiského korunního obvodu z let 1751 až 1872, který sídlil v Bečeji. Fond Pravoslavné církevní obce Bečeje má nejstarší písemnosti z roku 1744.